# WWE Music Group
WWE Music Group, anteriormente conhecida como WWE Records, é uma subsidiária da WWE, que cuida da parte musical. Ela é co-operada pela Columbia Records e distribuída pela Sony BMG. A subsidiária é especializada em compilações de álbuns de wrestlers da WWE, mais exatamente as suas músicas-temas, bem como também outras músicas, como apresentado no álbum WWE Originals.
O primeiro álbum de compilação da empresa foi o The Wrestling Album, em 1985. Desde então, foram 20 álbuns até VOICES WWE The Music Vol. 9. A empresa também trabalhou como co-produtora dos álbuns produzidos por wrestlers da WWE como o You Can't See Me (John Cena feat. Tha Trademarc) e A Jingle with Jillian (Jillian Hall).
O CD vol. 9 tem a faixa 'voices' como o nome do álbum, sendo a primeira faixa, que é a nova música de entrada do wrestler Randy Orton.

## Lançamento de singles
Atualmente, a WWE está extinguindo o lançamento de CDs e favorecendo o download de músicas exclusivo no iTunes. A maioria das músicas já haviam sido lançadas em CD.
| Lançamento  | Música                                   | Artista                   | Assunto                             | Duração |
| ----------- | ---------------------------------------- | ------------------------- | ----------------------------------- | ------- |
| 15-Mar-2007 | "Unbreakable" SC                         | Cage9                     | Stone Cold Steve Austin             | 3:15    |
| 15-Mar-2007 | "I Won't Do What You Tell Me" SC         | Josh Wink                 | Stone Cold Steve Austin             | 3:55    |
| 07-Nov-2010 | "I Come From Money"                      | S-Preme                   | Ted DiBiase                         | 2:54    |
| 10-Nov-2010 | "Broken Dreams"                          | Shaman's Harvest          | Drew McIntyre                       | 4:27    |
| 10-Nov-2010 | "Smoke & Mirrors"                        | TV/TV                     | Cody Rhodes                         | 3:20    |
| 19-Jan-2011 | "What's Up?" V9                          | R-Truth                   | R-Truth                             | 3:15    |
| 24-Mar-2011 | "Electrifying"                           | Jim Johnston              | The Rock                            | 2:28    |
| 25-Abr-2011 | "Realeza"                                | Mariachi Real De Mexico   | Alberto Del Rio                     | 3:24    |
| 19-Mai-2011 | "You Can Look (But You Can't Touch)" V10 | Kim Sozzi                 | The Bella Twins                     | 3:47    |
| 24-Mai-2011 | "Ancient Spirit"                         | Jim Johnston              | Sin Cara                            | 3:31    |
| 25-Mai-2011 | "Voices" V9                              | Rich Luzzi da Rev Theory  | Randy Orton                         | 3:24    |
| 25-Mai-2011 | "La Vittoria è Mia (Victory Is Mine)" V8 | Jim Johnston              | Santino Marella                     | 3:44    |
| 27-Mai-2011 | "Here and Gone"                          | Jim Johnston              | Macho Man Randy Savage              | 2:06    |
| 27-Mai-2011 | "Capital"                                | Jim Johnston              | Capitol Punishment de 2011          | 2:31    |
| 31-Mai-2011 | "Just Close Your Eyes" V10               | Story of the Year         | Christian                           | 4:31    |
| 31-Mai-2011 | "This Fire Burns" WI                     | Killswitch Engage         | CM Punk                             | 3:08    |
| 31-Mai-2011 | "Man on Fire" V9                         | Jim Johnston              | Kane                                | 2:58    |
| 31-Mai-2011 | "Ain't No Make Believe" V8               | Stonefree Experience      | John Morrison                       | 4:19    |
| 31-Mai-2011 | "Born To Win" V10                        | Mutiny Within             | Evan Bourne                         | 4:17    |
| 31-Mai-2011 | "I Came To Play" V10                     | Downstait                 | The Miz                             | 4:56    |
| 01-Jun-2011 | "End of Days"                            | Jim Johnston              | Wade Barrett                        | 3:53    |
| 01-Jun-2011 | "Get on Your Knees" V9                   | Age Against the Machine   | Jack Swagger                        | 3:10    |
| 01-Jun-2011 | "Pain" V9                                | Jim Johnston              | Vladimir Kozlov                     | 2:54    |
| 01-Jun-2011 | "Pourquoi?" V9                           | Jim Johnston              | Maryse                              | 3:37    |
| 01-Jun-2011 | "Domination" V10                         | Evan Jones                | Ezekiel Jackson                     | 4:17    |
| 01-Jun-2011 | "Land of Five Rivers" V9                 | Panjabi MC                | The Great Khali                     | 2:58    |
| 01-Jun-2011 | "The Game" V5                            | Motörhead                 | Triple H                            | 3:28    |
| 01-Jun-2011 | "Return the Hitman" V10                  | Jim Johnston              | Bret Hart                           | 5:37    |
| 02-Jun-2011 | "Written in My Face" V10                 | Sean Jenness              | Sheamus                             | 3:33    |
| 03-Jun-2011 | "Crank it Up" WI                         | Brand New Sin             | Big Show                            | 4:27    |
| 03-Jun-2011 | "SOS" V8                                 | Collie Buddz              | Kofi Kingston                       | 3:31    |
| 03-Jun-2011 | "I Am Perfection" (2nd Version)          | Downstait                 | Dolph Ziggler                       | 3:39    |
| 03-Jun-2011 | "Holla" V9                               | Desiree Jackson           | Kelly Kelly                         | 3:19    |
| 03-Jun-2011 | "She Looks Good" (2nd Version)           | Jim Johnston              | Eve Torres                          | 2:59    |
| 03-Jun-2011 | "Glamazon" V8                            | Jim Johnston              | Beth Phoenix                        | 2:48    |
| 09-Jun-2011 | "619" A                                  | Jim Johnston              | Rey Mysterio                        | 2:49    |
| 09-Jun-2011 | "Radio" V10                              | Watt White                | Zack Ryder                          | 4:02    |
| 09-Jun-2011 | "Hes Ma Da" V8                           | Jim Johnston              | Hornswoggle                         | 2:51    |
| 09-Jun-2011 | "Chavito Ardiente" V6                    | Jim Johnston              | Chavo Guerrero                      | 3:00    |
| 09-Jun-2011 | "New Foundation" V10                     | Jim Johnston              | Natalya                             | 3:31    |
| 09-Jun-2011 | "Oh Puerto Rico" V10                     | Marlyn Jimenez            | Primo                               | 3:32    |
| 13-Jun-2011 | "Strong and Sexy"                        | Jim Johnston              | Gail Kim                            | 4:05    |
| 13-Jun-2011 | "Tyrannosaurus"                          | Jim Johnston              | Tyler Reks                          | 4:30    |
| 13-Jun-2011 | "Rest in Peace" R                        | Jim Johnston              | The Undertaker                      | 3:15    |
| 13-Jun-2011 | "Regality"                               | Jim Johnston              | William Regal                       | 2:49    |
| 13-Jun-2011 | "No Chance in Hell" V4                   | Jim Johnston              | Mr. McMahon                         | 1:59    |
| 13-Jun-2011 | "King of Kings" WI                       | Motörhead                 | Triple H                            | 3:58    |
| 13-Jun-2011 | "Sexy Boy" V2                            | Jim Johnston              | Shawn Michaels                      | 3:21    |
| 13-Jun-2011 | "MacMilitant" V6                         | Miestro                   | Theodore Long                       | 3:09    |
| 16-Jun-2011 | "In the Middle of it Now" V8             | Disciple                  | Curt Hawkins                        | 4:10    |
| 16-Jun-2011 | "Paparazzi" R                            | Jim Johnston              | Melina                              | 3:07    |
| 20-Jun-2011 | "The Time is Now" JC                     | John Cena & Tha Trademarc | John Cena                           | 2:59    |
| 22-Jun-2011 | "If You Smell" A                         | Jim Johnston              | The Rock                            | 2:55    |
| 22-Jun-2011 | "Superfly"                               | Jim Johnston              | Jimmy Snuka                         | 3:35    |
| 22-Jun-2011 | "It's All About the Money" A             | Jim Johnston              | Ted DiBiase (Sr.)                   | 1:49    |
| 22-Jun-2011 | "Money in the Bank"                      | Jim Johnston              | Money in the Bank 2011              | 2:27    |
| 22-Jun-2011 | "Some Bodies Gonna Get It" WI            | Three 6 Mafia             | Mark Henry                          | 3:36    |
| 22-Jun-2011 | "Are You Ready?" V3                      | Jim Johnston              | D-Generation X                      | 2:14    |
| 22-Jun-2011 | "Snake Bit" A                            | Jim Johnston              | Jake Roberts                        | 2:42    |
| 25-Jul-2011 | "Time to Rock & Roll" A                  | Lil' Kim                  | Trish Stratus                       | 3:11    |
| 25-Jul-2011 | "Da.Ngar" V7                             | Jim Johnston              | The Great Khali                     | 2:58    |
| 25-Jul-2011 | "Bad Karma"                              | Jim Johnston              | Kharma                              | 3:16    |
| 25-Jul-2011 | "I Told You So" (2nd Version)            | Flatfoot 56               | Johnny Curtis                       | 3:06    |
| 25-Jul-2011 | "Golden" FM                              | Jim Johnston              | Goldust                             | 2:53    |
| 25-Jul-2011 | "Main Yash Hun"                          | Jim Johnston              | Jinder Mahal                        | 3:31    |
| 25-Jul-2011 | "Bringin' Da Hood 2 U" V7                | Jim Johnston              | JTG                                 | 3:16    |
| 22-Ago-2011 | "Big Epic Thing"                         | Jim Johnston              | Daniel Bryan                        | 3:31    |
| 31-Ago-2011 | "Alga"                                   | Jim Johnston              | The Usos                            | 3:39    |
| 31-Ago-2011 | "All About the Power"                    | Jim Johnston              | Michael McGillicutty & David Otunga | 2:44    |
| 31-Ago-2011 | "Say it To My Face"                      | Downstait                 | Alex Riley                          | 4:32    |
| 09-Set-2011 | "Born to SOS"                            | Jim Johnston              | Air Boom                            | 4:58    |
| 19-Set-2011 | "One Man Band"                           | Jim Johnston              | Heath Slater                        | 1:58    |
| 21-Set-2011 | "U Suck"                                 | R-Truth                   | R-Truth                             | 3:39    |
| 14-Out-2011 | "Boom"                                   | Jim Johnston              | Air Boom                            | 2:51    |
| 17-Out-2011 | "Maldición (Curse)"                      | Jim Johnston              | Sin Cara (Negro)                    | 3:37    |
| 24-Out-2011 | "The Awesome Truth"                      | R-Truth                   | R-Truth & The Miz                   | 3:43    |
| 24-Out-2011 | "Pa-Pa-Pa-Pa-Party"                      | Jim Johnston              | Alicia Fox                          | 3:18    |
| 26-Out-2011 | "Let's Light It Up"                      | Kari Kimmel               | AJ                                  | 2:59    |
| 31-Out-2011 | "So Close Now"                           | David Dallas              | The Usos                            | 3:24    |
| 11-Nov-2011 | "Flight Of The Valkyries"                | Vários artistas           | Daniel Bryan                        | 1:53    |
| 28-Nov-2011 | "Here To Show The World"                 | Downstait                 | Dolph Ziggler                       | 3:44    |
| 28-Nov-2011 | "Smoke And Mirrors"                      | Jim Johnston              | Cody Rhodes                         | 3:06    |
| 20-Dez-2011 | "Veil of Fire"                           | Jim Johnston              | Kane                                | 3:53    |

1. ↑  «Unbreakable». iTunes. 15 de março de 2007. Consultado em 25 de maio de 2011
2. ↑  «I Won't Do What You Tell Me». iTunes. 15 de março de 2007. Consultado em 25 de maio de 2011
3. ↑  «I Come From Money». iTunes. 7 de outubro de 2010. Consultado em 8 de março de 2011
4. ↑  «Broken Dreams». iTunes. 7 de outubro de 2010. Consultado em 8 de março de 2011
5. ↑  «Smoke and Mirrors». iTunes. 7 de outubro de 2010. Consultado em 8 de março de 2011
6. ↑  «What's Up». iTunes. 19 de janeiro de 2011. Consultado em 8 de março de 2011
7. ↑  «Electrifying». iTunes. 24 de março de 2011. Consultado em 28 de março de 2011
8. ↑  «Realeza». iTunes. 25 de abril de 2011. Consultado em 27 de abril de 2011
9. ↑  «You Can Look (But You Can't Touch)». iTunes. 19 de maio de 2011. Consultado em 20 de maio de 2011
10. ↑  «Ancient Spirit». iTunes. 24 de maio de 2011. Consultado em 25 de maio de 2011
11. ↑  «Voices». iTunes. 25 de maio de 2011. Consultado em 26 de maio de 2011
12. ↑  «La Vittoria è Mia». iTunes. 25 de maio de 2011. Consultado em 26 de maio de 2011
13. ↑  «Here and Gone». iTunes. 27 de maio de 2011. Consultado em 28 de maio de 2011
14. ↑  «Capital». iTunes. 27 de maio de 2011. Consultado em 28 de maio de 2011
15. ↑  «Just Close Your Eyes». iTunes. 31 de maio de 2011. Consultado em 31 de maio de 2011
16. ↑  «This Fire Burns». iTunes. 31 de maio de 2011. Consultado em 31 de maio de 2011
17. ↑  «Man on Fire». iTunes. 31 de maio de 2011. Consultado em 31 de maio de 2011
18. ↑  «Ain't No Make Believe». iTunes. 31 de maio de 2011. Consultado em 31 de maio de 2011
19. ↑  «Born To Win». iTunes. 31 de maio de 2011. Consultado em 31 de maio de 2011
20. ↑  «I Came To Play». iTunes. 31 de maio de 2011. Consultado em 31 de maio de 2011
21. ↑  «End of Days». iTunes. 1 de junho de 2011. Consultado em 7 de junho de 2011
22. ↑  «Get on Your Knees». iTunes. 1 de junho de 2011. Consultado em 7 de junho de 2011
23. ↑  «Pain». iTunes. 1 de junho de 2011. Consultado em 7 de junho de 2011
24. ↑  «Pourquoi?». iTunes. 1 de junho de 2011. Consultado em 7 de junho de 2011
25. ↑  «Domination». iTunes. 1 de junho de 2011. Consultado em 7 de junho de 2011
26. ↑  «Land of Five Rivers». iTunes. 1 de junho de 2011. Consultado em 7 de junho de 2011
27. ↑  «The Game». iTunes. 1 de junho de 2011. Consultado em 7 de junho de 2011
28. ↑  «Return the Hitman». iTunes. 1 de junho de 2011. Consultado em 7 de junho de 2011
29. ↑  «Written in My Face». iTunes. 3 de junho de 2011. Consultado em 5 de junho de 2011
30. ↑  «Crank it Up». iTunes. 3 de junho de 2011. Consultado em 5 de junho de 2011
31. ↑  «SOS». iTunes. 3 de junho de 2011. Consultado em 5 de junho de 2011
32. ↑  «I Am Perfection». iTunes. 3 de junho de 2011. Consultado em 5 de junho de 2011
33. ↑  «Holla». iTunes. 3 de junho de 2011. Consultado em 5 de junho de 2011
34. ↑  «She Looks Good». iTunes. 3 de junho de 2011. Consultado em 5 de junho de 2011
35. ↑  «Glamazon». iTunes. 3 de junho de 2011. Consultado em 5 de junho de 2011
36. ↑  «619». iTunes. 9 de junho de 2011. Consultado em 10 de junho de 2011
37. ↑  «Radio». iTunes. 9 de junho de 2011. Consultado em 10 de junho de 2011
38. ↑  «Hes Ma Da». iTunes. 9 de junho de 2011. Consultado em 10 de junho de 2011
39. ↑  «Chavito Ardiente». iTunes. 9 de junho de 2011. Consultado em 10 de junho de 2011
40. ↑  «New Foundation». iTunes. 9 de junho de 2011. Consultado em 10 de junho de 2011
41. ↑  «Oh Puerto Rico». iTunes. 9 de junho de 2011. Consultado em 10 de junho de 2011
42. ↑  «Strong and Sexy». iTunes. 13 de junho de 2011. Consultado em 13 de junho de 2011
43. ↑  «Tyrannosaurus». iTunes. 13 de junho de 2011. Consultado em 13 de junho de 2011
44. ↑  «Rest in Peace». iTunes. 13 de junho de 2011. Consultado em 13 de junho de 2011
45. ↑  «Regality». iTunes. 13 de junho de 2011. Consultado em 13 de junho de 2011
46. ↑  «No Chance in Hell». iTunes. 13 de junho de 2011. Consultado em 13 de junho de 2011
47. ↑  «King of Kings». iTunes. 13 de junho de 2011. Consultado em 13 de junho de 2011
48. ↑  «Sexy Boy». iTunes. 13 de junho de 2011. Consultado em 13 de junho de 2011
49. ↑  «MacMilitant». iTunes. 13 de junho de 2011. Consultado em 13 de junho de 2011
50. ↑  «In the Middle of it Now». iTunes. 13 de junho de 2011. Consultado em 13 de junho de 2011
51. ↑  «Paparazzi». iTunes. 13 de junho de 2011. Consultado em 13 de junho de 2011
52. ↑  «The Time is Now». iTunes. 22 de junho de 2011. Consultado em 23 de junho de 2011
53. ↑  «If You Smell». iTunes. 22 de junho de 2011. Consultado em 23 de junho de 2011
54. ↑  «Superfly». iTunes. 22 de junho de 2011. Consultado em 23 de junho de 2011
55. ↑  «It's All About the Money». iTunes. 22 de junho de 2011. Consultado em 23 de junho de 2011
56. ↑  «Money in the Bank». iTunes. 22 de junho de 2011. Consultado em 23 de junho de 2011
57. ↑  «Some Bodies Gonna Get It». iTunes. 22 de junho de 2011. Consultado em 23 de junho de 2011
58. ↑  «Are You Ready?». iTunes. 22 de junho de 2011. Consultado em 23 de junho de 2011
59. ↑  «Snake Bit». iTunes. 22 de junho de 2011. Consultado em 23 de junho de 2011
60. ↑  «Time to Rock & Roll». iTunes. 25 de julho de 2011. Consultado em 25 de julho de 2011
61. ↑  «Da.Ngar». iTunes. 25 de julho de 2011. Consultado em 25 de julho de 2011
62. ↑  «Bad Karma». iTunes. 25 de julho de 2011. Consultado em 25 de julho de 2011
63. ↑  «I Told You So». iTunes. 25 de julho de 2011. Consultado em 25 de julho de 2011
64. ↑  «Golden». iTunes. 25 de julho de 2011. Consultado em 25 de julho de 2011
65. ↑  «Main Yash Hun». iTunes. 25 de julho de 2011. Consultado em 25 de julho de 2011
66. ↑  «Bringin' Da Hood 2 U». iTunes. 25 de julho de 2011. Consultado em 27 de julho de 2011
67. ↑  «Big Epic Thing». iTunes. 22 de agosto de 2011. Consultado em 22 de agosto de 2011
68. ↑  «Alga». iTunes. 31 de agosto de 2011. Consultado em 2 de setembro de 2011
69. ↑  «All About the Power». iTunes. 31 de agosto de 2011. Consultado em 2 de setembro de 2011
70. ↑  «Say it To My Face». iTunes. 31 de agosto de 2011. Consultado em 2 de setembro de 2011
71. ↑  «Born To SOS». iTunes. 9 de setembro de 2011. Consultado em 10 de setembro de 2011
72. ↑  «One Man Band». iTunes. 19 de setembro de 2011. Consultado em 21 de setembro de 2011
73. ↑  «U Suck». iTunes. 21 de setembro de 2011. Consultado em 22 de setembro de 2011
74. ↑  «Boom». iTunes. 14 de outubro de 2011. Consultado em 18 de outubro de 2011
75. ↑  «Maldición (Curse)». iTunes. 17 de outubro de 2011. Consultado em 17 de outubro de 2011
76. ↑  «The Awesome Truth». iTunes. 24 de outubro de 2011. Consultado em 26 de outubro de 2011
77. ↑  «Pa-Pa-Pa-Pa-Party». iTunes. 24 de outubro de 2011. Consultado em 26 de outubro de 2011
78. ↑  «Let's Light It Up». iTunes. 26 de outubro de 2011. Consultado em 26 de outubro de 2011
79. ↑  «So Close Now». iTunes. 31 de outubro de 2011. Consultado em 31 de outubro de 2011
80. ↑  «Flight Of The Valkyries». iTunes. 11 de novembro de 2011. Consultado em 11 de novembro de 2011
81. ↑  «Here To Show The World». iTunes. 28 de novembro de 2011. Consultado em 28 de novembro de 2011
82. ↑  «Smoke And Mirros». iTunes. 28 de novembro de 2011. Consultado em 28 de novembro de 2011